# Lois sur l'alcool au Texas
Les lois sur l'alcool au Texas sont strictement régies par des ordonnances locales. Elles font toutefois l'objet de règles générales.

## Généralités
À quelques exceptions près, l'âge légal pour la consommation d'alcool est de 21 ans, pour boire publiquement une boisson alcoolisée au Texas.
Avec la Californie, le Colorado, le Maryland, le Montana, l'État de New York, celui de Washington, la Virginie-Occidentale, le Wisconsin et le Wyoming, le Texas est l’un des dix États qui permettent aux mineurs de consommer de l'alcool, en présence de membres de leur famille consentants et sous leur surveillance. Les parents assument la responsabilité de la sécurité des mineurs de moins de 18 ans, lorsqu'ils se trouvent sur leur propriété ou sur une propriété louée par eux et sous leur contrôle, leur garde et leur contrôle. Un adulte peut fournir de l'alcool à un mineur s'il en est le parent, le tuteur ou le conjoint adulte de celui-ci et qu'il est visiblement présent lorsque le mineur possède ou consomme la boisson alcoolisée. Il est interdit, par la loi, de mettre de l'alcool à la disposition d'une personne de moins de 21 ans, ne faisant pas partie de la famille, y compris dans son domicile, ou avec l'autorisation des parents.
Au Texas, les parents et  adultes sont considérés comme civilement responsables des dommages causés par l’intoxication d’un mineur, de moins de 18 ans, s’ils ont fourni sciemment de l’alcool ou permis que cet alcool soit consommé sur une propriété qu’ils possèdent ou louent, de même que le mineur.
Cela s'applique s'il : 
- est blessé ou meurt après avoir bu sur la propriété,
- se bagarre, tombe et se blesse ou est agressé sexuellement,
- endommage la propriété de quelqu'un d'autre, ou
- quitte et est impliqué dans un accident de la route et cause des blessures à lui-même ou à autrui.

Un conducteur de véhicule à moteur est automatiquement considéré comme étant sous l'influence de l'alcool, si l'analyse chimique révèle une alcoolémie de 0,08 % ou plus.
Si le conducteur est âgé de moins de 21 ans, il ne doit pas obtenir un résultat positif à un test d'alcoolémie sous peine d'être condamné pour conduite en état d'ivresse.

## Comtés secs et comtés humides
Plusieurs comtés sont des comtés complètement secs, où la vente de boissons alcoolisées n'est légale nulle part dans le comté :
- Borden
- Hemphill
- Kent
- Martin
- Roberts
- Throckmorton

### Source de la traduction
- (en) Cet article est partiellement ou en totalité issu de l’article de Wikipédia en anglais intitulé « Alcohol laws of Texas » (voir la liste des auteurs).